# Burg Degelstein
Die Burg Degelstein, auch Weiherschlösschen genannt, ist die Ruine einer Wasserburg nahe dem Bodenseeufer im Gebiet des Lindenhofparks im heutigen Stadtteil Degelstein von Lindau im schwäbischen Landkreis Lindau (Bodensee) in Bayern.

## Geschichte
Ursprünglich wurde 1332 am Seeufer ein zweigeschossiges kleines Burghaus mit Stufengiebeln und Satteldach  erwähnt („Tegelstein“). Es handelte sich dabei um eine Burg, umgeben von einer Ringmauer samt Vorburg und einem Rundtürmchen. 1839 erfolgte der Abbruch der Burganlage „Weiherschlösschen“, der Wassergraben wurde verfüllt und heute sind lediglich etwa 3 Meter hohe Mauerreste des Burgeingangs und Erdgeschosses, sowie eine Kreuzschlüssellochscharte in einer Mauer im Gebiet des Lindenhofparks erhalten.
Als Besitzer der Burg sind bekannt die Familie Haintzel (1332), das Damenstift Lindau (1385), Kornelius von Kirchen (um 1592), die Stadt Lindau (1621), Friedrich Gruber (1839), die Stadt Lindau (1956).